# Södra Flymen
Södra Flymen este o arie protejată (arie specială de conservare — SAC, sit de importanță comunitară — SCI) din Suedia întinsă pe o suprafață de 50,5 ha, integral pe uscat.

## Localizare
Centrul sitului Södra Flymen este situat la coordonatele 56°19′34″N 15°46′12″E / 56.326°N 15.7701°E.

## Înființare
Situl Södra Flymen a fost declarat sit de importanță comunitară în ianuarie 2002 pentru a proteja un număr necunoscut de specii din flora spontană și fauna sălbatică aflate în arealul zonei. Situl a fost protejat și ca arie specială de conservare în martie 2011.

## Biodiversitate
Situată în ecoregiunea boreală, aria protejată conține 1 habitat natural: Taiga vestică.
La baza desemnării sitului se află un număr nedeclarat de specii protejate.